# Nephrotoma quadrinacrea
Nephrotoma quadrinacrea är en tvåvingeart som beskrevs av Alexander 1949. Nephrotoma quadrinacrea ingår i släktet Nephrotoma och familjen storharkrankar. Inga underarter finns listade i Catalogue of Life.